# 카이펑 유대인
카이펑 유대인(중국어: 开封犹太人/開封猶太人, 영어: Kaifeng Jews)은 중화인민공화국 허난성(하남성, 河南省) 카이펑 시(개봉시, 開封市)에 거주해 온 유대인 사회를 뜻한다. 남모회회(藍帽回回)라고도 불렸다.

## 역사
송나라 시대에 유대인들이 서역을 경유하여 중국에 들어와 살았다고 한다. 그들이 사용한 성씨로는 이(李), 장(张), 엄(俺), 김(金)씨 등이 있다고 한다. 이들의 일부가 고려로 들어오기도 했다. 북송(北宋)의 수도 개봉(開封)에 거주하여 이츠러예(一賜樂業, 일사락업)인(人)으로 불렸다. '이츠러예'는 송나라 시기에 불렸던 이름으로 이스라엘의 음역이다. 중국에 진출한 이슬람교의 무슬림처럼 유대인도 돼지고기를 먹지 않는 종교신앙으로 인해，북송시대의 중국인들은 이 두 집단 모두를 고교(古教), 남모회회(藍帽回回) 등으로 불렀으며, 유대인을 죽흘(竹忽), 주오(主吾), 주호득(朱乎得), 축호(祝虎), 주혁(珠赫) 등으로 불렀다. 북송의 수도인 개봉에 살고 있던 이츠러예인들은 한족과 같이 과거시험을 칠 수 있었다. 그러나 명나라가 건국되자，명 태조 주원장은 색목인과 회회인들에게 본족내 통혼을 불허함을 명문으로 규정하였다.

## 기원
기록에 따르면, 유대인사회 군집 및 유대교 회당이 개봉에 존재했으며，최소 12세기의 송나라부터 19세기 후반까지 존재한 것으로 보인다. 사실상 9세기 후반부터 개봉에 거주해 온 것으로 생각된다.(송대에 개봉은 세계 최대 도시였다.) '이츠러예'교도로 불리기도 했는데，이스라엘의 음역으로 추측된다. 소나 양을 잡을 때 허벅지 관절에 있는 둔부의 힘줄을 먹지 않는 생활관습이 있었다. (유대인의 조상 야곱이 하나님과 씨름할 때 야곱의 허벅지 관절이 어긋난 이후로 생긴 관습) 카이펑유대인은 역사서에서 보통 남모회회(藍帽回回), 천축교(天竺教) 등으로도 기록되어 있다.
유대인이 중국에 도달한 연대에 대하여 주나라 이전, 한나라, 당나라 또는 송나라 등의 여러 학설이 있다.

### 한나라설의 근거
- 카이펑 유대 회당 비문
- 《중국종보》(中国丛报)에서는 유대인이 후한 명제 때 서역에서 한나라로 들어왔다고 한다.[4]

### 당나라설의 근거
- 영국 고고학자들은 신장 단단우릭(丹丹烏里克)에서 발견된 히브리어 문헌을 8세기의 상업 문건으로 추정하였다.
- 프랑스 고고학자들은 둔황의 천불동에서 발견된 유대교 기도문을 8세기의 유물로 추정하였다.
- 10세기의 아랍인 여행가 아부 사이드 하삼은 《중국인도견문록》에서 874—901년에 황소의 난(黃巢之亂)이 발생하여 광주(廣州) 성이 공격당하고 이슬람교도•유대교도•조로아스터교도 등 12만 명이 살해되었다고 한다.
- 출토된 당나라 유물에 셈족(閃米特人, 산미트인)이라고 새겨져 있다.

## 명청대
역사가 유구한 것 외에 카이펑 유대인은 다른 두드러진 특징이 있다. 이들은 중국 이외의 유대인과 연관성은 없는 고립된 존재였지만, 여전히 유대인의 전통을 수백 년 유지하였다. 어쨌든 이들은 중국인의 무시와 박해를 받은 적은 없으며 점차 동화되어 갔다. 17세기에 이르자 이러한 동화는 가속되었다. 그 결과 유태인 신앙, 의례 습속, 사회, 언어 전통상의 변화가 발생하였고, 또한 한족, 회족, 만주족 등 다른 민족과도 대규모 통혼을 하기 시작하였다. 숭정(崇禎) 5년(1642), 유대회당이 이자성(李自成)에게 약탈 당하였는데 개봉은 인위적인 황하(黃河) 제방 파괴로 파괴되었다. 기록에 의하면 '변경(汴京, 개봉)이 잠기어 사찰이 이로 인해 폐사되었고, 사찰이 폐사되면서 경전도 큰 물결 속에 잠겼다. 유대교도 가운데 북쪽으로 건너갈 수 있었던 이들은 겨우 200여 호였으며 이들은 하삭(河朔, 황하 북쪽)으로 흩어졌다(汴沒而寺因以廢, 廢废而經亦蕩于洪波巨流之中. 教衆獲北渡者僅二百余家, 流离河朔.)'고 한다. 이후 간신히 살아난 유대인은 계속 돌아왔고 회당을 중건하였으며 경서도 중수하였으나, 공동체는 활력을 크게 잃었다. 도광(道光) 21년(1841), 황하가 다시 터지면서 회당은 해자가 훼손되었고 이후에 복원하지 못하였다. 1850년, 개봉 유대 공동체 최후의 랍비(Rabbi)가 사망하자 교도 중에 히브리어를 하는 사람은 더 이상 없게 되었으며, 유대 종교 생활과 유대인 정체성 인식은 종결을 고하였다.
1850년대 태평천국(太平天國)의 난 시기, 중국 유대인은 핍박을 받고 쫓겨나 흩어지게 되었다. 1912년 미국 백과사전 기재에 의하면, 태평천국의 난 이후 이들은 다시 개봉으로 돌아왔으며 동시에 수가 더 줄어들었고 처지가 곤란하였다.

## 카이펑 유대인에 대한 연구
13세기에 이탈리아의 여행가인 마르코 폴로는 중국에 거주하는 유대인이 있음을 들었다고 하며, 17세기 초에 명나라를 방문한 마테오 리치도 카이펑 유대인을 만났다고 전해진다. 이 때부터 유럽에서 카이펑 유대인에 대한 관심이 증가했다. 유대인들이 7백년 이상 중국에 거주해 왔음에도, 오랜 세월에 거쳐 유대인들이 한족이나 후이족에게 동화되어, 대부분의 중국인들은 20세기 초까지 유대인들의 존재를 알지 못했다. 1850년에 당시 영국의 식민지였던 홍콩의 성공회 주교였던 조지 스미스가 두 명의 중국인 기독교인을 카이펑에 보내었다. 상하이 런던회의 선교사였던 알렉산더 와일리가 이를 근거로 1863년에 《Israelites in China》를 출간했다. 이 책에 의하면, 19세기 중엽의 카이펑 유대인들은 허벅지 관절에 있는 둔부의 힘줄을 먹지 않는다 하여 '도근자'(중국어: 挑筋子)라 불렸다고 한다. 20세기 초에 상하이에 정착한 유럽 출신의 유대인들이 카이펑 유대인에 대한 연구를 시도하기도 하였는데, 이들의 연구는 1949년에 중화인민공화국이 세워진 후에 독자적인 연구분야로 인식되었다. 1980년대에 정치경제적 개혁이 시작되 1992년에 중화인민공화국과 이스라엘의 외교관계가 수립되어 이 분야의 연구가 촉진되었다. 2002년 3월에 카이펑의 허난 대학교에 허난 대학교 유대 연구소(중국어: 河南大学犹太研究所)가 설립되었다.

## 오늘날의 카이펑 유대인
카이펑 유대인은 7성8가(七姓八家)라 하여 애(艾), 석(石), 조(趙), 고(高), 김(金), 장(張) 및 두 가문의 이(李)씨가 있었으나, 7백년이 지난 현재는 이(李)씨의 한 분파와 장(張)씨가 모두 사라져, 6성(六姓)의 유대인 후예들이 거주하고 있다. 1987년 초 통계로는 카이펑시에 유대인 후예들이 66호(戶)，159명 있었다. 그 중 석(石)씨 31호 64명, 이(李)씨 12호 42명, 조(趙)씨 2호 11명, 애(艾)씨 17호 32명, 김(金)씨 2호 7명, 고(高)씨 2호 3명이 거주하며，장(張)씨 및 다른 이(李)씨는 족보에 따르면 후이족(회족)과 통혼하여, 유대인이 후이족에 시집가기는 했지만 후이족이 유대인 집안으로 시집오는 일은 없어 그 두 가문은 연몰(湮没)되었고，다른 여섯 성씨는 한족과 통혼하여 현존하는 유대인 후예 중에는 후이족과 통혼하는 기록은 없다.
1952년에는 중화인민공화국 국경절에 2명의 민족 대표단을 베이징으로 파견하기도 하였으나, 민족식별공작(民族識別工作) 중에 중국의 소수민족으로서 혜택을 받을 수 있는 중국 공산당의 승인을 받지 못하여 그 혜택은 누리지 못하고 있다. 1950년대 즈음까지는 거의가 스스로를 한족으로 여겼으나 1980년대 이후로 유대인으로서의 정체성을 부활시켜 조씨와 이씨 일부는 호구등기를 유대인 또는 유대민족으로 고쳤다. 그러나 오랜 기간의 통혼을 통해 현재 대부분의 카이펑 유대인은 이미 동화되어 신체적으로 이미 한족들과 큰 차이가 없으며, 스스로도 유대인임을 인식 못하기도 한다. 문화적으로 카이펑 유대인의 후예는 한족화되어 유대교 신앙과 음식의 금기는 거의 지켜지지 않아, 소, 양의 허벅지 관절 둔부의 힘줄을 먹지 않는 관습을 지키는 사람은 적은 수 뿐이며, 현존하는 6성(姓)의 유대인 후예들 모두 돼지고기를 먹는다. 유대인 사회에서 매우 중시되는 할례도 현재의 카이펑 유대인들에게선 찾기 힘들며, 유대교의 교리, 절기 또는 모세, 다윗을 정확히 이해하지 못한다. 카이펑 유대인들 중 불교나 다른 종교의 신도도 있다. 학자들의 조사에 따르면, 석(石)씨가 유대인의 문화관습을 가장 잘 보존하고 있는 편으로, 허벅지 관절에 있는 둔부의 힘줄을 먹지 않는 관습을 대부분 지키며, 매년 유월절을 지켜 양을 삶고 피를 바르며, 십계명 및 주자가훈(朱子家訓)을 지킨다. 최근 통계에 따르면, 유대인 후예들은 66호(戶) 약 2백명이 개봉시에 거주하고 있다.

## 카이펑 유대인의 유적

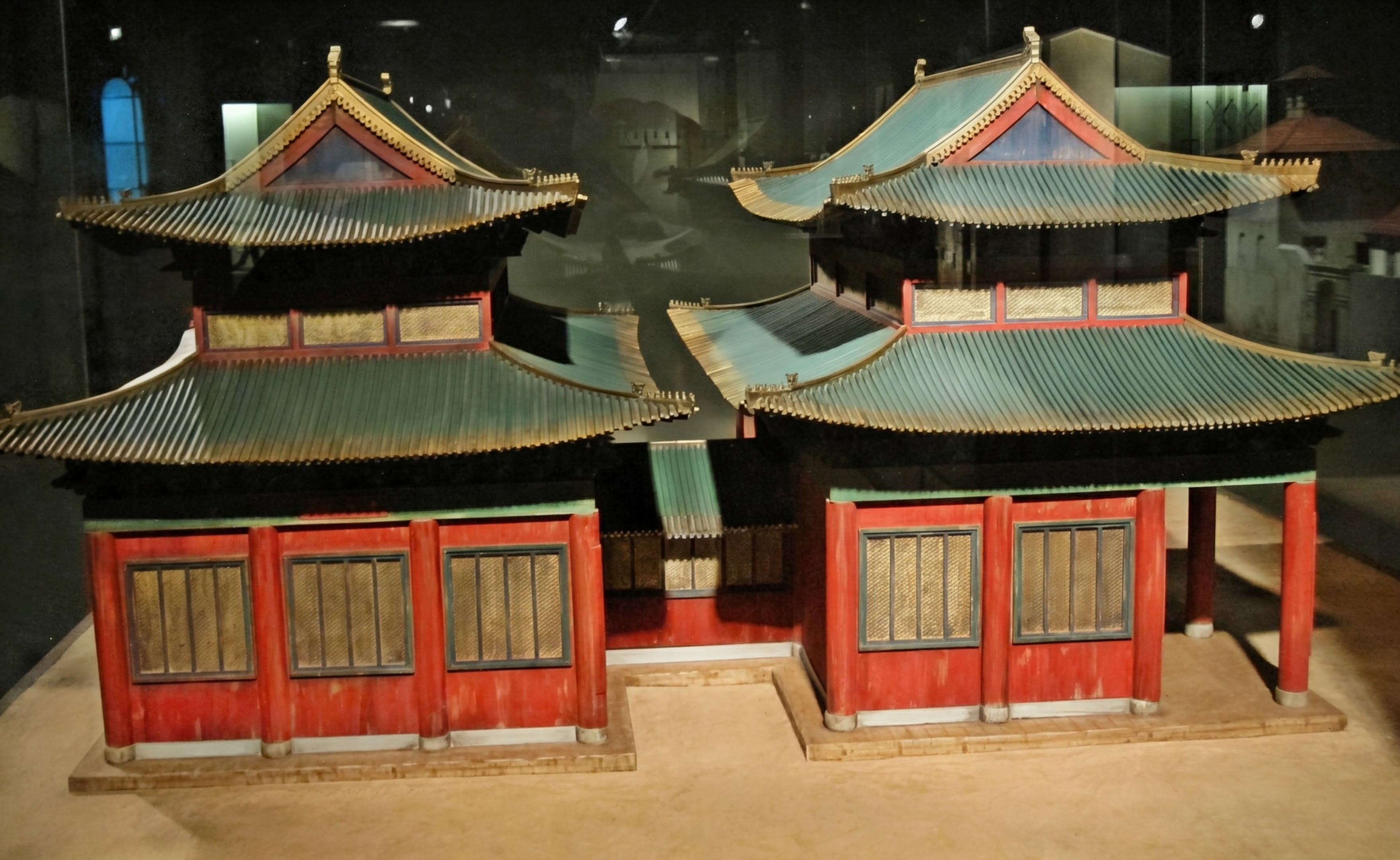
카이펑 회당 복원 모형
이스라엘 디아스포라 박물관

- 《중건청진사기비(重建淸眞寺記碑)》 명(明) 홍치(弘治)2년
- 《존숭도경사기비(尊崇道經寺記碑)》 명(明) 정덕(正德)7년
- 《사당술고비기(祠堂述古碑記)》 청(淸) 강희(康熙)18년
- 남교경 골목(南教經胡同)
- 북교경 골목(北教經胡同)